# Khidir Abdelkarim Ahmed
Khidir Abdelkarim Ahmed (arabisch خضر عبد الكريم أحمد, DMG Ḫiḍr ʿAbd al-Karīm Aḥmad; * 28. Januar 1947 in Kosti; † 27. März 2012 in Khartum) war ein sudanesischer Archäologe.

## Leben
Khidir A. Ahmed studierte Archäologie und Anthropologie in Khartum und Cambridge. Er wurde 1983 in Cambridge mit einer Arbeit zur meroitischen Siedlungsarchäologie promoviert. Nach ersten Lehrtätigkeiten an der Universität Khartum war er 1999 und nochmals 2002–2003 Gastprofessor an der Humboldt-Universität zu Berlin. Nach seiner Rückkehr in den Sudan war er kurz an der Universität Shendi tätig. Im Jahr 2005 wurde er Professor an der Nilein-Universität Khartum und erster Direktor des dort neu eingerichteten Instituts für Archäologie, dessen Gründung wesentlich auf seine Initiative zurückging. Er stand diesem Institut bis zu seinem Tod im Jahre 2012 vor.
Khidir A. Ahmed war in der Butana, bei rettungsarchäologischen Arbeiten im Rahmen des Staudammbaus am 4. Katarakt sowie zuletzt bei Sabaloga feldarchäologisch tätig. Kennzeichnend für seine Forschungen war ein sozialwissenschaftlicher Ansatz, der vor allem auch nicht sesshafte Wirtschaftskonzepte als Elemente der Kulturbildung mit einbezog, sowie die Einordnung der Sudanarchäologie in einen gesamtafrikanischen Kontext.
Khidir A. Ahmed trat neben seiner wissenschaftlichen Tätigkeit mehrfach als Kritiker des Islamismus und der sudanesischen Regierung hervor, besonders in Zusammenhang mit Zwangsumsiedlungen von Manasir im Zuge des Baus des Merowe-Staudammes.

## Veröffentlichungen (Auswahl)
- Meroitic Settlement in the Central Sudan. An Analysis of Sites in the Nile Valley and the Western Butana. (= Cambridge Monographs in African Archaeology 8; BAR International Series 197.) Oxford 1984 (= Dissertation).